# Vikravandi
Vikravandi é uma panchayat (vila) no distrito de Viluppuram, no estado indiano de Tamil Nadu.

## Geografia
Vikravandi está localizada a 12° 02′ N, 79° 33′ L. Tem uma altitude média de 44 metros (144 pés).

## Demografia
Segundo o censo de 2001, Vikravandi tinha uma população de 10,141 habitantes. Os indivíduos do sexo masculino constituem 52% da população e os do sexo feminino 48%. Vikravandi tem uma taxa de literacia de 74%, superior à média nacional de 59.5%: a literacia no sexo masculino é de 81% e no sexo feminino é de 66%. Em Vikravandi, 10% da população está abaixo dos 6 anos de idade.